# Gin Cove (Canada)
Gin Cove is een plaats in de Canadese provincie Newfoundland en Labrador. De plaats bevindt zich aan de oostkust van het eiland Newfoundland en maakt deel uit van het local service district Smith Sound.

## Geografie
Gin Cove ligt aan de noordelijke oever van Smith Sound, een lange zeearm die Newfoundland scheidt van Random Island. Het gehucht is gelegen aan provinciale route 232. Het bevindt zich onmiddellijk ten westen van Monroe en 2,5 km ten oosten van Harcourt.

## Geschiedenis
In 1997 kregen de inwoners van Gin Cove voor het eerst beperkt lokaal bestuur doordat de plaats tezamen met enkele buurdorpen deel ging uitmaken van het nieuw opgerichte local service district (LSD) Harcourt-Monroe-Waterville. Door een fusieoperatie maakt Gin Cove sinds 2013 deel uit van het grotere LSD Smith Sound.

## Demografie
Tussen 1991 en 1996 steeg de bevolkingsomvang van Gin Cove van 13 naar 16. Vanaf de volkstelling van 2001 worden er niet langer aparte censusdata voor Gin Cove bijgehouden. Sindsdien kende het gebied, net zoals de meeste afgelegen plaatsen op Newfoundland, een aanzienlijke bevolkingsdaling.